# Kosieczyn
Kosieczyn (deutsch: Kuschten) ist ein Dorf in der Gemeinde Zbąszynek im Powiat Świebodziński der polnischen Woiwodschaft Lebus. Der Ort hat etwa 876 Einwohner und liegt ca. 4 Kilometer südlich der Stadt Zbąszynek.

## Geschichte
Das Dorf wurde im Jahre 1334 das erste Mal als Kosiczyn erwähnt. In den Jahren 1396–1403 gehörte das Landgut Maciej Wata aus Nądnia und später  seinen Nachkommen. Weitere Dorfbesitzer waren die Familien von Luck, von Prittwitz, von Lossow, von Schlichling, Bronikowski und Dziembowski. Sehenswert ist hier die Holzkirche aus dem 15. Jh.
Neben der Simon-und-Judas-Thaddäus-Kirche wird mit einem Grabstein an den „… Hochwürdige(n) Pfarrer von Kuschten Otto Golombek, geb. 12. Nov. 1888, gest. 8. Febr. 1921“ erinnert. Zwei Grabsteine erinnern an die polnischen Pfarrer dieser Gemeinde. Ein Findling hat einen hervorgehobenen Platz und eine zweisprachige Beschriftung: „Zum Gedenken an die deutschen Bewohner für die Kuschten bis 1945 Heimat war. Frieden allen, die in Kuschten nach 1945 ihre Heimat gefunden haben. 1945 – 2008“

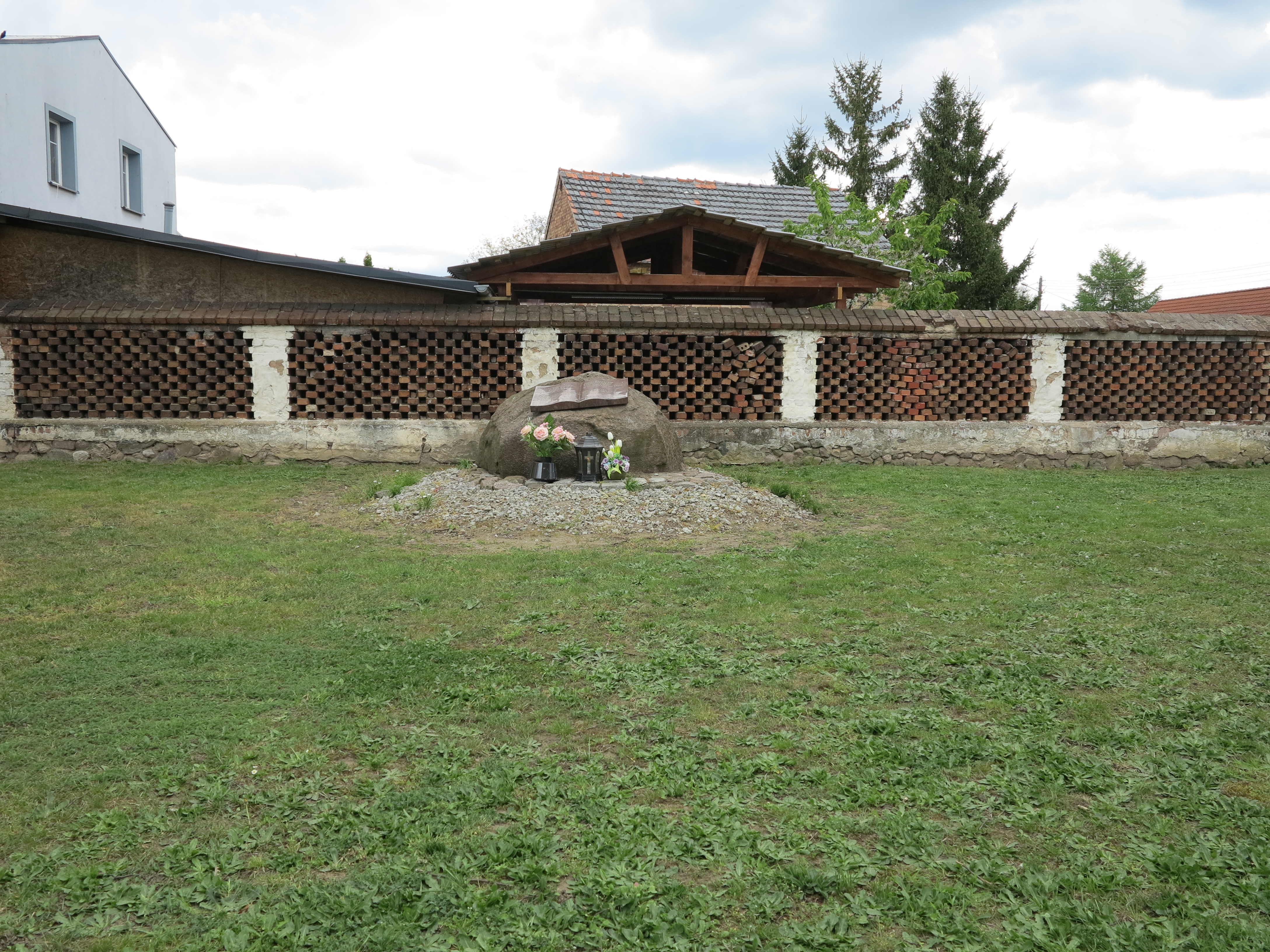
Erinnerung an die ehem. deutschen Bewohner des Ortes

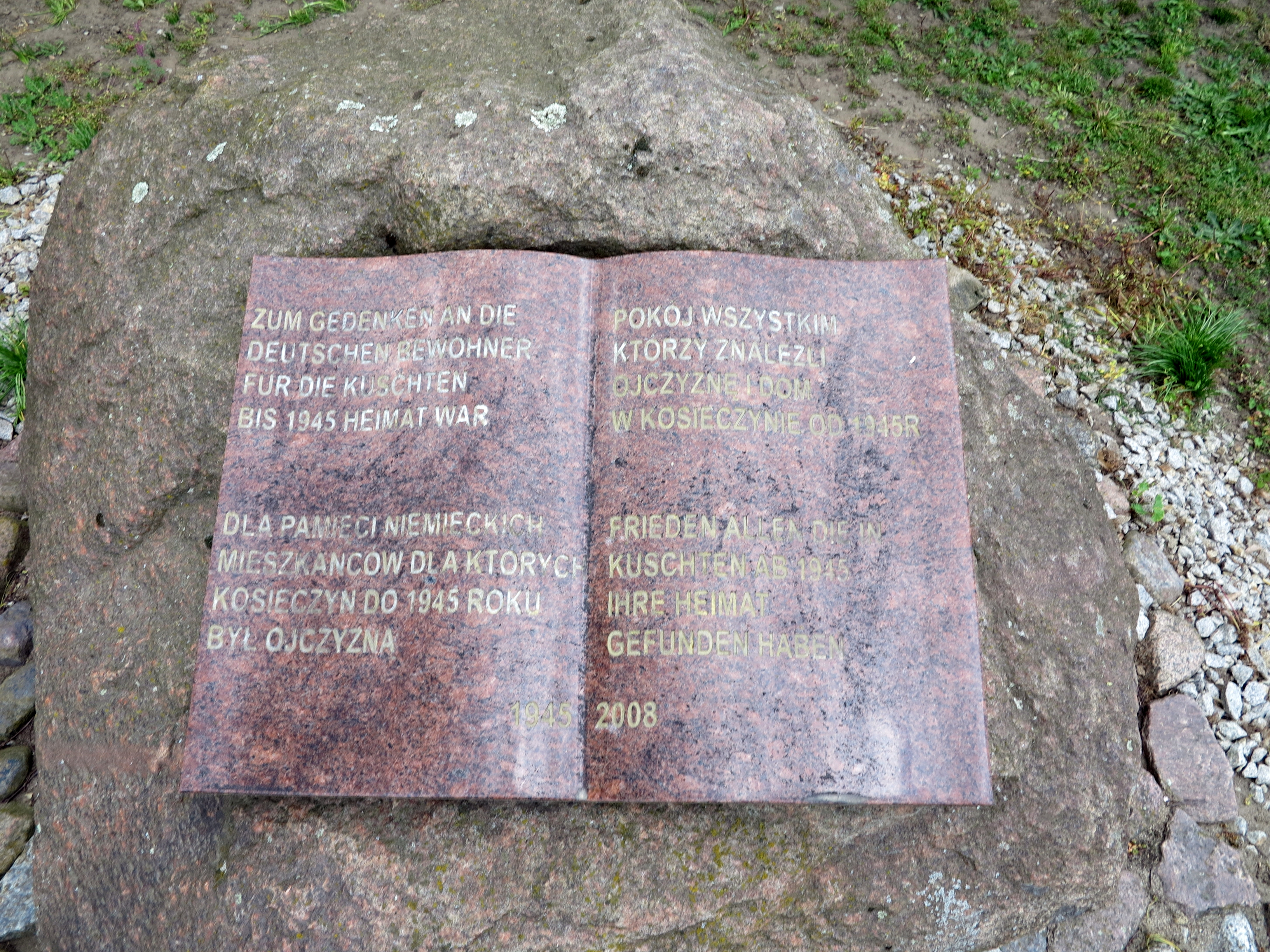
Schrifttafel auf dem Gedenkstein, Foto April 2025

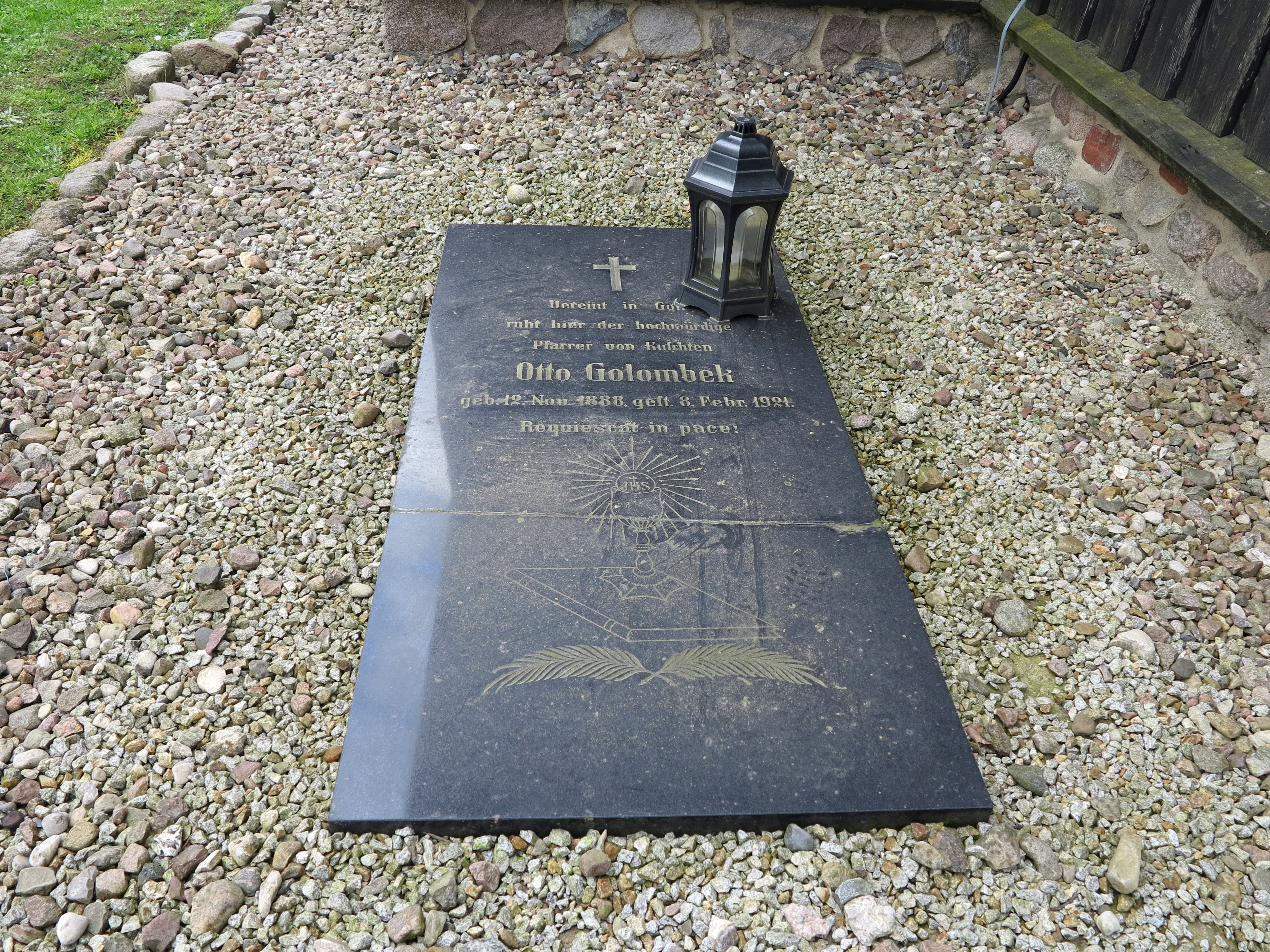
Grabstein für den ehemaligen deutschen Pfarrer, Foto April 2025

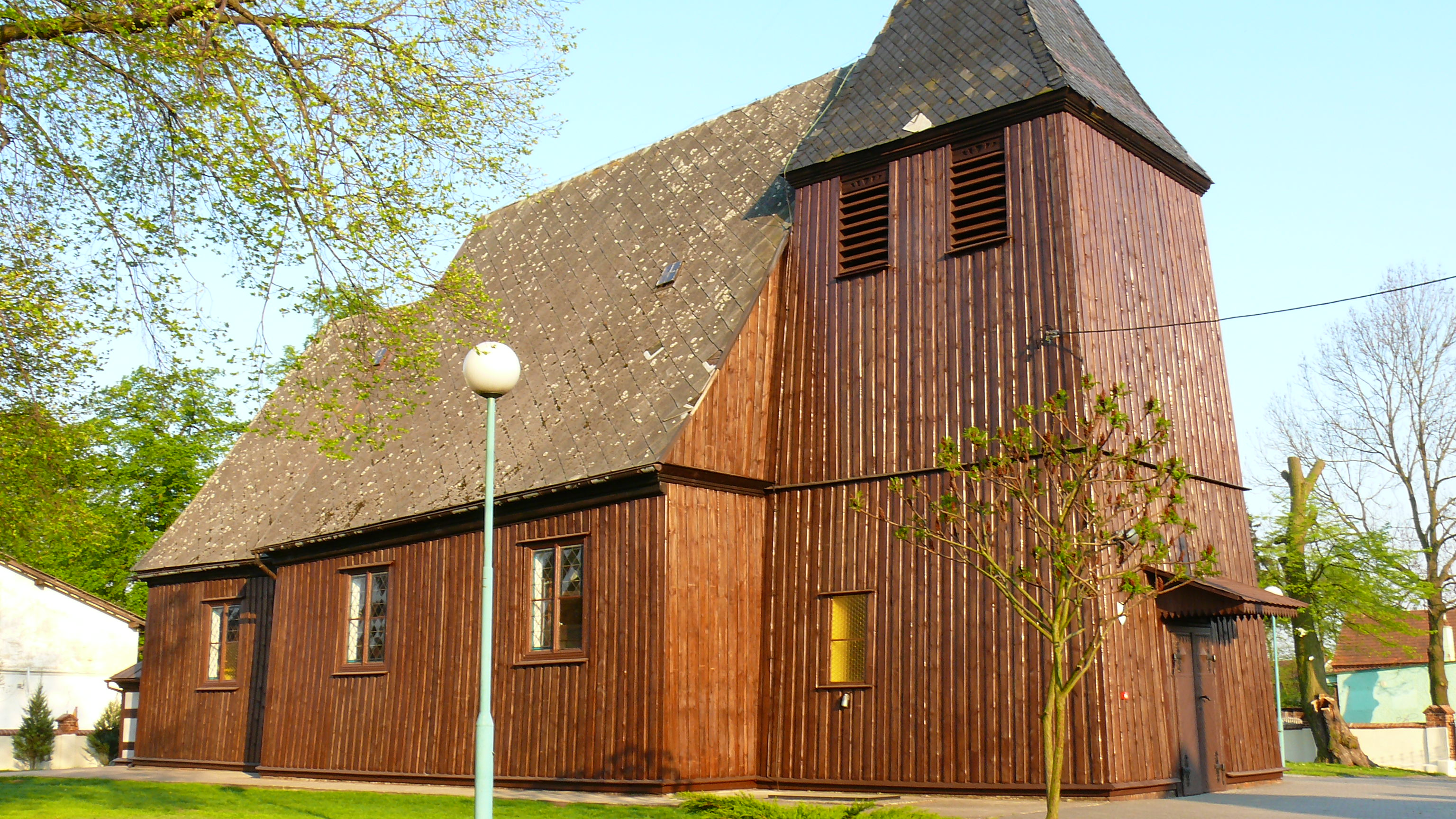
Holzkirche Kosieczyn

## Söhne und Töchter des Ortes
- Marcin Rożek (1885–1944), Bildhauer, NS-Opfer